# Kitsap Pumas
El Kitsap Pumas es un equipo de fútbol de los Estados Unidos que milita en la USL Premier Development League, la cuarta liga de fútbol más importante del país.

## Historia
Fue fundado en 2008 en la ciudad de Bremerton, Washington tras el esfuerzo de los socios minoritarios del Seattle Sounders de la MLS de llevar un equipo de fútbol a la ciudad.
Fue uno de los cuatro equipos de expansión de la USL Premier Development League para la temporada 2009, jugando su primer partido oficial el 2 de mayo con una victoria de 5-0 ante el Spokane Spiders, partido en el que Tony Kerr anotó el primer gol en la historia de la franquicia.
Clasificaron a su primer US Open Cup en ese año, aunque fueron eliminados por el Portland Timbers de la USL First Division 0-3 ante más de 2,000 espectadores. Clasificaron a los playoffs en su primera temporada, eliminando al Seattle Wolves 2-0 en su primer juego en esa ronda, pero terminaron eliminados ante el Ventura County Fusion 2-1 en los cuartos de final.
En la temporada 2010 lograron ganar su primer partido de la US Open Cup ante el Bay Area Ambassadors de la NPSL 4-2, pero fueron eliminados en la ronda siguiente por el Portland Timbers de la MLS. En la temporada de la USL Premier Development League volvieron a clasificar a los playoffs, cobrando venganza del Ventura County Fusion eliminándolos en penales, convirtiéndose en el primer equipo de la liga que gana en penales en la ronda de playoff, pero al final fueron eliminados por el Portland Timbers II 2-1 en la final regional.
En la temporada 2011 enfrentaron en la primera ronda al Chivas El Paso Patriots, a quien vencieron en penales y en la segunda ronda eliminaron al Real Colorado Foxes 3-1 para al final ser eliminados por el Seattle Sounders de la MLS 1-2 en el primer enfrentamiento oficial entre ambos equipos. En la liga ganaron su segundo título divisional, en una temporada en la que perdieron en su primer partido internacional contra el Port Vale FC de la Football League Two de Inglaterra 0-1. En los playoffs eliminaron al Ventura County Fusion y al Fresno Fuego por 1-0 a cada uno para llegar a la final de conferencia por primera vez. Ahí eliminaron al Thunder Bay Chill 3-1 y en la final nacional vencieron al Laredo Heat 1-0, obteniendo el primer título nacional en su historia.

## Palmarés
- USL Premier Development League: 1

2011
- USL PDL Western Conference: 2

2011, 2014
- USL PDL Northwest Division: 3

2009, 2011, 2014

## Estadios
- Bremerton Memorial Stadium en la Bremerton High School; Bremerton, Washington (2009–2012)
- Gordon Field Park, Kitsap County Fairgrounds (2013-)

## Entrenadores
- John Wedge (2009)[17]
- Peter Fewing (2010–2011)[18][19]
- James Ritchie (2011–2014)[20]
- Andrew Chapman (2014–)

## Jugadores

### Jugadores destacados
| - Leon Abravanel - Jason Cascio - John Fishbaugher - Cameron Hepple - Tony Kerr | - Max Lipset - Bryan Meredith - Jamel Wallace - Bryan Burke - Daniel Scott | - Derby Carrillo - Brandon Scott - Zac Lubin |